# Boris Jacobsson
Boris Jacobsson, född 13 september 1937 i Uppsala, död 10 februari 2013 i Uppsala, var en svensk seglare. Han tävlade för Uppsala KF.
Jacobsson tog silver i Finn Gold Cup både 1962 och 1963. Samma år tog han guld i EM i finnjolle.
Jacobsson tävlade för Sverige vid olympiska sommarspelen 1964 i Tokyo, där han slutade på 14:e plats i finnjolle.